# Грузовой авторежим

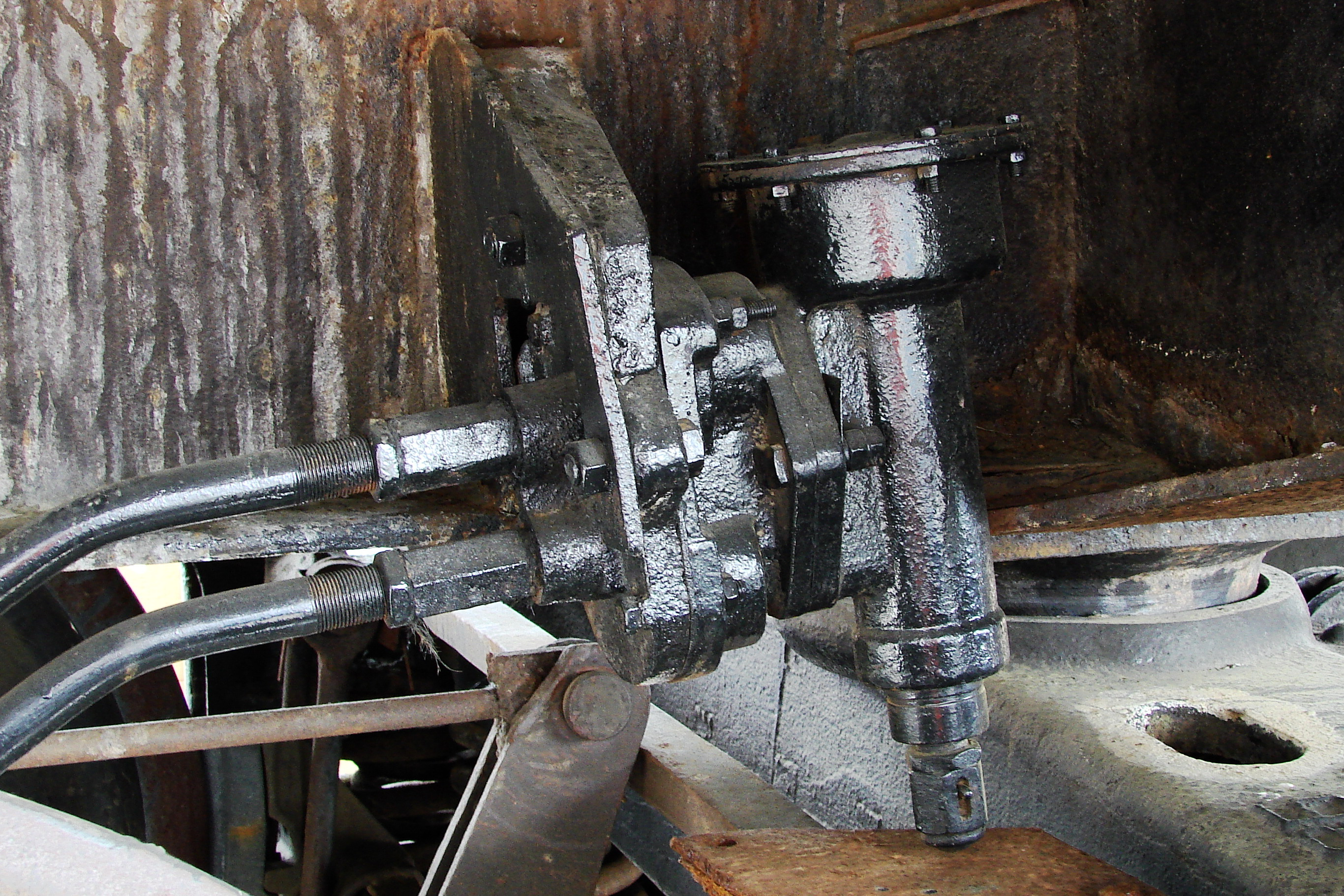
Грузовой авторежим

Грузово́й авторежи́м — устройство, автоматически регулирующее режим торможения поезда в зависимости от загрузки каждого вагона путём изменения давления воздуха в тормозных цилиндрах.

## Назначение
Применение грузового авторежима позволяет:
- устранить ручное переключение с одного режима на другой, избегая юза, если такое переключение не было сделано.
- равномерно распределить усилия между вагонами
- уменьшить продольные усилия во время торможения состава и таким образом реализовать высокие тяговые и тормозные усилия
- улучшить тягово-энергетические показатели поезда

## Устройство и принцип работы
В пневматических схемах тормозного оборудования грузовой авторежим расположен между тормозным цилиндром (либо реле-повторителем) и воздухораспределителем. Задающий орган грузового авторежима с пневматическим реле смонтирован на подрессоренной части кузова вагона. Упор задающего органа опирается на контактную планку, связанную с неподрессоренной частью вагонной тележки. При изменении прогиба рессорного подвешивания вагона (во время загрузки) происходит перемещение упора, в результате чего изменяется соотношение плеч рычага. Степень загрузки вагона оценивается задающим органом грузового авторежима посредством измерения им прогиба рессорного подвешивания.
На грузовом подвижном составе применяют грузовой авторежим с непрерывным слежением за режимом загрузки вагона, на моторвагонном ЭПС — с временны́м слежением, так как в этом случае работа грузового авторежима связана с работой вагонных дверей и его фиксирование происходит в момент открывания дверей.
Динамические колебания, передаваемые на упор грузового авторежима с непрерывным слежением за режимом загрузки, практически полностью гасятся пневматическим демпфером, размещённым в верхней части задающего органа.